# Canton de Perpignan-Est
Le canton de Perpignan-Est est un ancien canton français du département des Pyrénées-Orientales.

## Histoire
Créé sous le Consulat, par l'arrêté du 19 nivôse an X (9 janvier 1802) portant réduction des justices de paix du département des Pyrénées-Orientales, son chef-lieu était Perpignan. Il comprenait la partie orientale de la commune ainsi que les communes d'Alénya, Cabestany, Canet-en-Roussillon, Canohès, Corneilla-del-Vercol, Saint-Cyprien, Elne, Montescot, Saint-Nazaire, Théza, Toulouges, Latour-Bas-Elne et Villeneuve-de-la-Raho.
Le canton de Perpignan-Est est supprimé par le décret n° 73-819 du 16 août 1973 portant création de cantons dans le département des Pyrénées-Orientales.

## Représentation

### Conseillers généraux de 1833 à 1973
| Période       | Période         | Identité                            | Étiquette                        | Qualité |
| ------------- | --------------- | ----------------------------------- | -------------------------------- | --- |
| 1833          | 1848            | Justin Durand                       | Majorité dynastique Centre droit | Négociant et banquier à Perpignan Député (1852-1863 et 1869-1870) Élu en 1852 dans le canton de Perpignan-Ouest                                                                    |
| 1848          | 1852            | Charles Calmètes-Vallès (1794-1866) |                                  | Propriétaire à Perpignan |
| 1852          | 1867            | Charles de Lazerme (1815-1884)      | Légitimiste                      | Licencié en droit, avocat, propriétaire, Perpignan |
| 1867          | 1871            | Sylvestre Villalongue               |                                  | Négociant et propriétaire à Perpignan |
| 1871          | 1877            | Paul Massot                         | Républicain                      | Chirurgien de l'hôpital civil de Perpignan Député (1876-1877) Sénateur (1877-1881)                                                                                                 |
| 1877          | 1883            | Édouard Guiter                      | Républicain                      | Propriétaire et négociant, adjoint au maire de Perpignan |
| 1883          | 1895            | François Ramonet                    | Rad.                             | Pharmacien Maire d'Elne (1870-?) |
| 1895          | 1907            | Jean Bourrat                        | Socialiste puis Rad.             | Ingénieur aux Ponts et Chaussées Député (1896-1909) Conseiller municipal de Perpignan                                                                                              |
| 1907          | 1907 (invalidé) | Ernest Ferroul                      | SFIO                             | Médecin |
| 1907          | 1909 (décès)    | Jean Bourrat                        | Rad.                             | Ingénieur aux Ponts et Chaussées Député (1896-1909) Conseiller municipal de Perpignan                                                                                              |
| 1909          | 1931            | Victor Dalbiez                      | Rad.                             | Fonctionnaire Député (1909-1919 et 1924-1927) - Sénateur (1927-1935) Ministre des régions libérées (1924-1925) Maire de Perpignan (1929-1935) Président du Conseil Général         |
| 1931          | 1937 (décès)    | Jean Payra                          | SFIO                             | Premier adjoint au maire de Perpignan Député (1924-1936) Sénateur (1936-1937) |
| 1937          | 1940            | François Delcos                     | Rad.                             | Notaire Premier adjoint au maire de Perpignan Député (1936-1942, 1945-1955) Secrétaire d'État (1950 à 1952) Nommé membre de la Commission administrative départementale en 1941    |
|               |                 |                                     |                                  | |
| 1943          | 1945            | Marcel Ducassy (1891-1974)          |                                  | Docteur en médecine Adjoint au maire de Perpignan Nommé conseiller départemental en 1943                                                                                           |
|               |                 |                                     |                                  | |
| 1945          | 1951            | André Tourné                        | PCF                              | Viticulteur Vice-Président du Conseil Général Député (1946-1958, 1962-1968 et 1973-1986) Elu en 1955 dans le Canton de Prades                                                      |
| 1951          | 1959 (décès)    | Joseph Gaspard                      | Rad.                             | Technicien des PTT sénateur (1948-1959) |
| 12 avril 1959 | 1973            | Paul Alduy                          | ex-SFIO                          | Diplomate, député (1956-1981) maire de Perpignan (1959-1993) Ancien conseiller général du Canton de Prats-de-Mollo-la-Preste (1955-1959) Elu en 1973 dans le Canton de Perpignan-3 |

### Conseillers d'arrondissement (de 1833 à 1940)
Le canton de Perpignan Est avait deux conseillers d'arrondissement.
| Période                                  | Période          | Identité                                       | Étiquette           | Qualité |
| ---------------------------------------- | ---------------- | ---------------------------------------------- | ------------------- | --- |
| 1833                                     | 1839             | Bernard Auriol (1778-1863)                     |                     | Négociant à Perpignan                                                                                       |
| 1833                                     | 1843 (décès)     | Armand Camille Sauveur André Jaume (1801-1843) |                     | Notaire à Perpignan                                                                                         |
|                                          |                  |                                                |                     | |
| 1880                                     |                  | Michel Parahy                                  | Républicain         | Propriétaire à Elne                                                                                         |
| 1892                                     |                  | Marius Clamont                                 | Républicain radical | Conseiller municipal d'Elne                                                                                 |
| 1892                                     | 1898             | Jules Goubern                                  | Républicain radical | |
| 1898                                     | 1899 (démission) | M. Serre                                       | Radical             | |
|                                          |                  |                                                |                     | |
| 1904                                     |                  | Louis Fort                                     | Radical             | Viticulteur, maire de Cabestany, Président du Conseil d'arrondissement                                      |
| 1904                                     |                  | M. Maynou                                      | Socialiste          | |
| 1922                                     |                  | Laurent Cassé (1880-1966)                      | SFIO                | Mécanicien, conseiller municipal de Perpignan                                                               |
| 1922                                     | 1940             | Joseph Julia-Malé                              | Radical autonome    | Mécanicien à Corneilla-del-Vercol                                                                           |
| 1931                                     | 1934             | M. Balsan                                      | SFIO                | |
| 1934                                     | 1940             | Michel Carola                                  | SFIO                | Employé de gare à Perpignan                                                                                 |
| 1940                                     |                  |                                                |                     | Les conseils d'arrondissement ont été suspendus par la loi du 12 octobre 1940 et n'ont jamais été réactivés |
| Les données manquantes sont à compléter. |                  |                                                |                     | |